# 모르탱
모르탱(Mortain)은 프랑스의 옛 망슈주에 있던 마을로, 2016년 1월 1일 도시는 모르탱-보카주라는 새로운 주에 통합되었다.. 제2차 세계 대전 때는 뤼티히 작전의 주요 전장으로 알려졌으며, 중세 시대 때부터 존재했던 역사가 깊은 도시이다.

## 행정
모르탱은 프랑스의 캉통의 중심지로, 옛 망슈 주와 모르탱 군의 주도이자 군청 소재지였다. 모르탱 군은 1790년부터 1926년까지 존재했다.

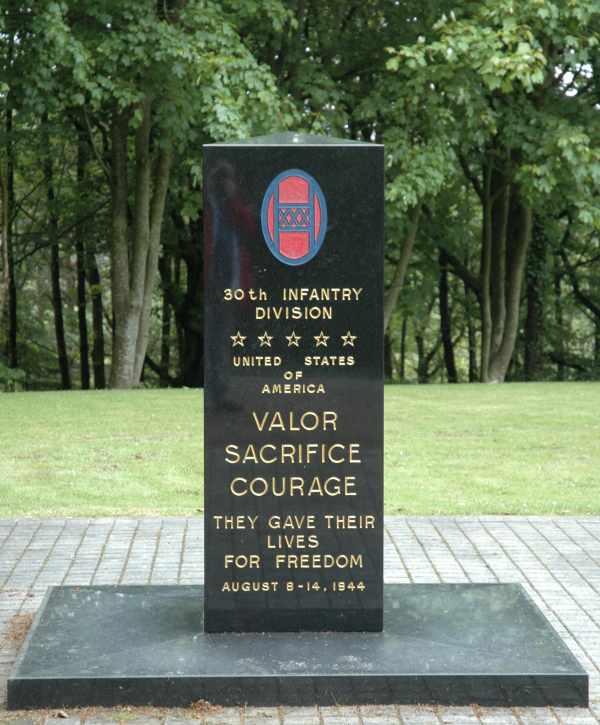
기념비 - 제30보병사단

## 역사
유럽의 중세 시기 모르탱은 노르망디의 통치 가문에 순종하는 중요한 지역의 중심이었다. 1027년경, 노르망디의 리처드 1세의 아들인 로버트가 이 도시를 설립했다. 윌리엄 워를렝이 그를 계승하였고, 1049년 윌리엄 공작이 워를렝으로부터 그것을 빼앗아 그의 이복형제인 모르탱 백작 로버트에게 이 지역을 주었다. 1066년 윌리엄의 잉글랜드 정복 이후 이 지역을 다스리는 사람들은 모르탱 백작이라고 불렸으며, 모르탱 지역은 다른 지역에 비해 세금을 더 적게 냈다. 로버트는 아들인 모르탱 백작 윌리엄에게 이 자리를 물려 주었고, 그는 헨리 1세에게 맞서 반란을 일으켰으나 1106년 틴체베리 전투에서 패배하여 그의 작위는 폐지되었다. 몇 년 후, 헨리는 1135년 왕이 되는 스티븐에게 이 지역을 하사했다. 1154년 스티븐의 죽음 이후 유일한 혈육이었던 윌리엄이 모르탱의 공작이 되었으나 그가 후사 없이 1159년 죽자 그 작위는 헨리 2세에 의해 계승되었다. 리처드 1세의 즉위 후, 그는 그의 남동생 존에게 백작 직위를 하사했고, 1199년 존이 왕이 될 때까지 그는 모르탱 백작으로 알려지게 되었다. 그는 노르망디 대부분을 잃었으나, 랭커스터 가문에 의해 이 지방을 되찾고, 랭커스터 공작 존의 손자인 에드먼드 뷔포르가 도르셋 공작을 1441년 만들 때까지 모르탱 백작이 되었다. 현대 시대에는 뤼티히 작전의 전투지, 그리고 코브라 작전의 요충지로 자리매김하게 되었다. 1944년 8월, 모르탱은 독일군과 연합군 간의 중요한 전장이 되었다. 미국 제30보병사단은 6일간 독일 기갑사단의 반격에 맞서 싸웠다.

### 문장학
| Arms of Mortain | The arms of Mortain are blazoned : Azure, semy de lys Or, a bend compony argent and gules. arms borrowed from Évreux-Navarre family, former counts of Mortain and kings of Navarre. |

## 같이 보기
- 캉: 모르탱과 더불어 2차 대전 당시 서부 전선의 주요 전장이었다.
- 뤼티히 작전 : 모르탱에서 일어난 독일군의 반격 작전